# Helferskirchen

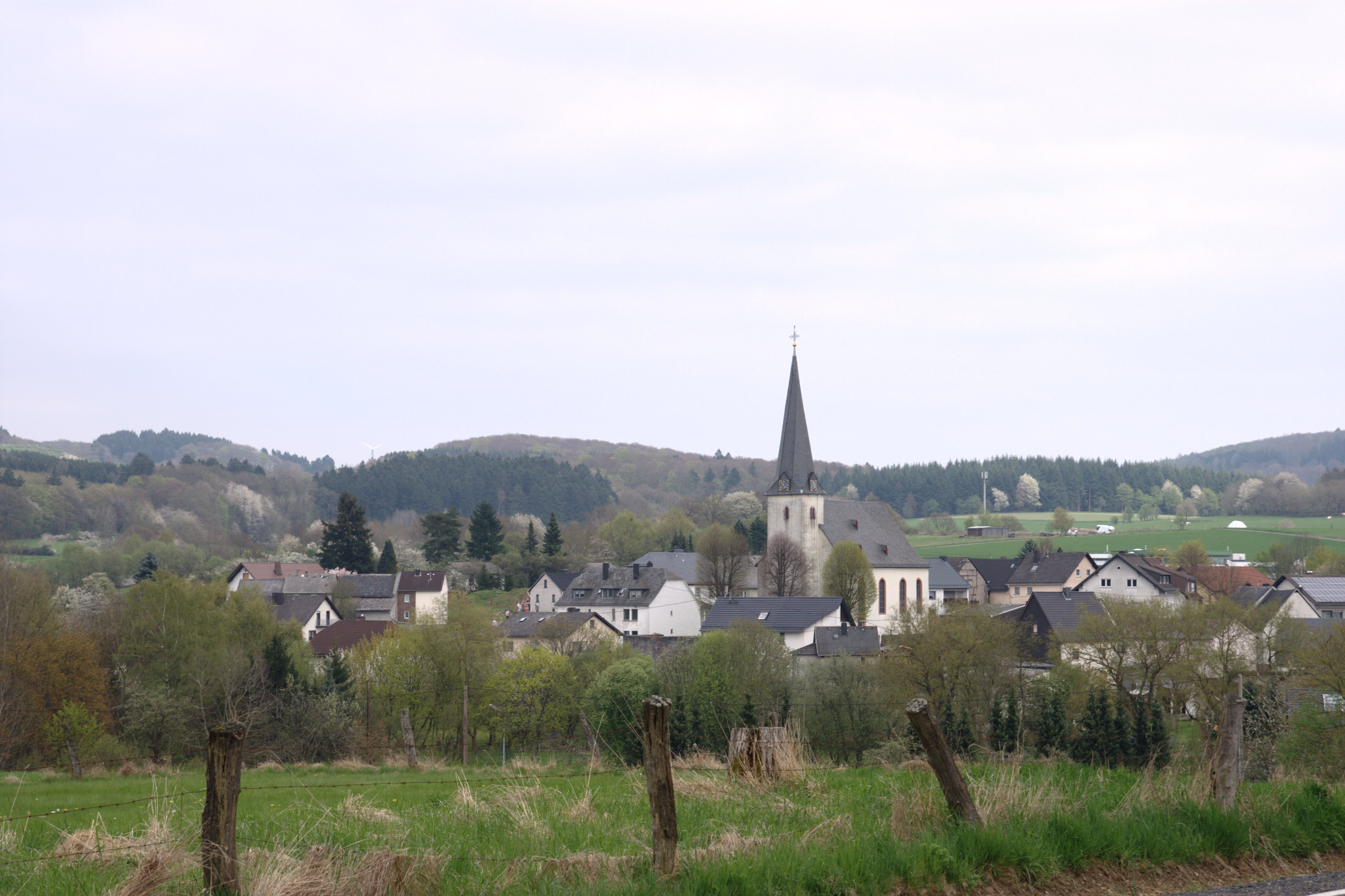
Blick über das Dorf

Helferskirchen ist eine Ortsgemeinde im Westerwaldkreis in Rheinland-Pfalz. Sie gehört der Verbandsgemeinde Wirges an.

## Geographische Lage
Das Dorf liegt zwischen dem Kannenbäckerland und der Westerwälder Seenplatte am Kleinen Saynbach.
Zu Helferskirchen gehören der Ortsteil Niederdorf sowie die Wohnplätze Zollesmühle und Gestüt Falkenhorst.

## Geschichte
Helferskirchen wurde 1277 unter dem Namen Langesain erstmals in Verbindung mit Niedersayn, Karnhöfen, Kuhnhöfen und Blaumhöfen urkundlich erwähnt. Hier kann es sich nur um Niederdorf gehandelt haben, welches am kleinen Saynbach liegt. 939 erschien der Name Helperich/Helperici in einer Urkunde. 959 wurde in einer Urkunde die Grenzbeschreibung vom Kirchspiel Humbach/Montabaur dokumentiert. Hier ging die Grenze bis zum Besitztum des Freigrafen Helperich am nördlichen Auslauf des Forstes Sporkenberg. Buhlingen, im Dreißigjährigen Krieg verlassen, liegt in der Gemarkung Helferskirchen. Neben dem Gehöft des Helperich wurde 1222 ein Wehrturm gebaut, wo dann nacheinander zwei Holzkirchen angehängt wurden, die jeweils abbrannten. 1769 wurde die jetzige Barockkirche mit Hilfe der Lutheraner der Nachbargemeinde Quirnbach an den mittelalterlichen Westturm angefügt. Aufgrund ihrer vollständig erhaltenen Ausstattung und Ausmalung zählt sie zu den schönsten Barockkirchen im Westerwald.

## Die Kirchen
Die katholische Pfarrkirche St. Maria Himmelfahrt ist ein denkmalgeschütztes Kirchengebäude es steht in zentraler Ortslage und gilt als Wahrzeichen. Es sind zwei Vorgängerkirchen belegt. Das Patrozinium ist seit 1450 als Liebfrauenkirche bezeugt. Das Gebäude gilt als eine der reichsten Barockkirchen des Westerwaldes. 1947  wiederentdeckte Malereien zeigen die reiche Ausstattung mit Rocaillemalereien. Die originale Farbfassung wurde freigelegt und nach Befund restauriert.

### Erste Kirche
Über die erste Kirche gibt es nur wenige schriftliche Überlieferungen. Als Erzbischof Heinrich von Trier die neue Kirche in Humbach-Montabaur weihte, beschrieb er 959 den Verlauf der Zehntgrenze am Kleinen Saynbach aufwärts bis zum Bezirk des Helperich. In einer älteren Aufzeichnung aus der Zeit von 931 bis 948 beschrieb der Erzbischof Robert von Trier ebenso. Helperich war der Name einer Familie und einer Grundherrschaft, die sich außerhalb der Urpfarrei Humbach-Montabaur befand. Der Adlige Helperich baute die erste Kirche zwischen 931 und 948 innerhalb seines Grundherrschaftbezirkes. Diese Eigenkirche war als Wehrkirche zum Schutz gegen feindliche Übergriffe errichtet worden und wurde wohl aus Holz gezimmert. Nach den Ergebnissen von Grabungen im Jahr 1967 kann es sein, dass die Kirche ein Fundament aus Stein besaß. Andere Forschungsergebnisse gehen von einem Standort bei der heutigen Heilig-Kreuz-Kapelle aus. Direkte Erwähnung dieses Kirchengebäudes erfolgte 1211 und 1214 als Kirche von Helperskirchen. Damals war die westliche Wand dieses Gebäudes, die Grenze des Forstes Spukenberg. Demnach gehörte der Ort Helferskirchen zur Grafschaft Wied-Neuwied.:9–12

### Zweite Kirche
Auf einem Ölgemälde in der heutigen Kirche besagt eine Inschrift Quirinius Rettwig Liber Baro de Mudersbach, Stifter dieses Gotteshauses und der Pfarrei Helferskirchen 1222. Das Gemälde zeigt den Stifter und seine Familie, wie er vor dem Kruzifix einen Rosenkranz betet. Andere Quellen gehen davon aus, dass die Kirche erst 1311 von der Familie von Steinebach gestiftet wurde, die 1311 in Helferskirchen begütert war. Dies ist wahrscheinlich da die Herren von Steinebach bei Neubesetzungen der Pfarrstelle von ihrem Vorschlagsrecht Gebrauch machte und da sie seit 1533 am Zehnten des Ortes beteiligt waren. Die Pastorei galt in dieser Zeit als vornehm und reich, in einer Urkunde heißt es: von den Herren von Steinebach gestiftet, wie noch in der Kirche allenthalben gemalet und geschrieben zu sehen. Diese Bilder und Inschriften sind allerdings nicht erhalten. Die Pfarrei Helferskirchen wurde 1311 als selbstständige Pfarrei genannt, zu ihr gehörten die Orte Quirnbach, Hosten und Böhlingen, das später wüst fiel. Niederdorf gehörte seit 1548 zur Pfarrei. Als Wohltäter der Kirche wird 1518 der Ritter Richwin erwähnt, andere Quellen bezeichnen ihn fälschlich als Stifter. Von dieser Kirche ist nur der Kirchturm aus dem 12. Jahrhundert erhalten, der nicht nur als Glockenturm, sondern auch als Wehrturm diente. Die Anlage war von einem umfriedeten Kirchhof umgeben. In einem Visitationsbericht aus dem Jahre 1657 ist die Kirche als in gutem Stand erwähnt. Das Gebäude fiel 1768 einem Brand zum Opfer und wurde mit Ausnahme des Kirchturmes zerstört.:12–16

### Heutige Kirche
Das Kirchenschiff wurde 1769 als Saalbau im barocken Stil errichtet, der intakte Westturm wurde einbezogen. Der relativ schmale Chor schließt dreiseitig. Die Pläne fertigte wahrscheinlich der kurtrierische Hofarchitekt Johannes Seiz an. Bei dem Bau griff die Kirche auf die Hand- und Spanndienste der Gemeindemitglieder zurück. Während der Bauzeit verzichtete der Kurfürst von Trier auf die sonst zu leistenden Landstraßen-, Amts- und Kellereifrondienste. Wegen der anhaltenden Kriege konnte der Bau erst 1781  von dem Weihbischof Johann Maria d´Herbain eingeweiht werden. Ein Inventarium aus dem Jahre 1838 beschreibt den Bau ausführlich: Die neue Kirche zu Helferskirchen liegt westlich an der Straße, nahe an den Pfarrgebäuden und mit diesen am nördlichen Ende des Dorfes. Kirche und Sakristei sind 1769 neu und stark erbaut; der Turm ist viel älter, hat jedoch noch festes Mauerwerk. Kirche, Turm und Sakristei stehen auf dem mit einer Mauer umgebenen Totenhofe, wozu vier Eingänge führen. An einem Eingang ist eine Treppe von gehauenen Steinen mit einem eisernen Geländer angebracht. Sämtliche Kirchengebäude sind von Steinen erbaut und mit Leien gedeckt. Die Kirche hat zwei Eingangstüren, eine auf der Nord- die andere auf der Südseite, durch welche man auch zum Turm gehen muss. Im Chor, woran drei große Fenster sind, befinden sich der hohe Altar, die Kanzel, der Taufstein und die Communicanten-Bank. Im Schiff – mit sechs großen Fenstern – sind zwei Nebenaltäre, zwei Beichtstühle, 26 Stühle für das Volk und das Mannhaus (Westempore) mit einer Orgel. Die Sakristei befindet sich auf der nördlichen Seite der Kirche resp. des Chors. An derselben sind zwei Fenster, jedes mit vier resp. fünf schweren Eisenstangen angebracht, wovon eines über der äußeren Türe als Oberlicht dient. Eine zweite Türe, die innere, führt zum Chor der Kirche. Westlich der Kirche und nördlich des Turmes wurde ein Anbau errichtet, indem man über einige Pfosten ein Dach von Schiefersteinen wider die Kirchenmauer legte. Der Anbau diente zur Aufnahme der Totenbahre.:12–25
1817 mussten etliche Fenster ausgewechselt werden, Chor und Schiff wurden 1820 saniert und die Wände erhielten einen weißen Anstrich, Neun der Kirchenfenster erhielten eine sogenannte französische Verglasung und bekamen einen licht silbergrauen Anstrich. Die Dachkennel auf beiden Seien des Langhauses erhielten nach Neuverlegung einen Anstrich in licht silbergrau. In derselben Farbgebung wurden der Turm, zwei Säulen und die Sakristei neu gefasst. Die Stühle der Kirche bekamen einen Anstrich in kastanienbraun. Die alten Fenster und etliche Zentner Eisen konnten 1821 versteigert werden. Ein Sturm riss 1830 große Teile des Daches weg, die Trümmer zerstörten elf Fensterscheiben und den Bogen über der nördlichen Eingangstür. Der Innenraum wurde 1845 umfangreich restauriert, die Kirchenwände wurden neu verputzt und mit einem neuen Ölfarbenanstrich versehen. Danach bekamen die Wände eine neue Fassung in grüner Farbe, mit weißen Strichen in den Feldern. Die Felder an der Decke, und unter der Empore wurden blau gestrichen, die Verzierungen aus Gips und die Deckenfriese wurden geweißelt. Die Deckenfelder wurden mit zwölf Gipsrosetten verziert. Die Stützpfeiler unter der Empore bekamen eine farbliche Marmorierung. Die an der Kirche vorbeiführende Straße wurde 1846 tiefergelegt, das machte die Anlage von einer zweistufigen Treppe zum Kirchhof erforderlich. Der Kirchturm bekam 1878 an drei Seien einen neuen Verputz. Eine neue Ausmalung des Innenraumes stand für 1887 an, sieben kleine Medaillon-Bilder wurden angebracht, sie deuten auf die sieben Sakramente hin, zwei Wandbilder zeigen den hl. Josef mit seinem Ziehsohn Jesus und Anna mit ihrer Tochter Maria. Weitere Wandbilder zeigten die vier Evangelisten. 1923 drang an der Nordwand Wasser ein, das Dach musste neu gedeckt werden. Der Seiteneingang in der Nordwand wurde 1928 zugemauert. Da mehrfach in der Vergangenheit Blitze in Turm und Gebäude einschlugen, installierte man 1937 einen Blitzableiter. Bei Restaurierungsarbeiten im Jahr 1947 konnten Teile der ersten Farbfassung freigelegt werden, die mehrfach übermalt war. Unter Mitarbeit des damaligen Landeskonservators konnte die Fassung der Entstehungszeit des Gebäudes nach Befund erneuert werden. Den elfenbeinfarbenen Farbgrund der Wände gliederten in rosa grundierte Felder, Rocailleranken in Rötel rundeten das Bild ab. Unter die Fenster wurden mit Blattkränzen umgebene Apostelkreuze gemalt. Stuckleisten teilen die flache Decke in Felder. Die Darstellungen der Marienkrönung und der Trinität konnten erneuert werden. Die ursprüngliche Farbfassung des Außenbaues war ein heller Ockergrund mit Ecklisenen in sandsteinroter Farbe. Im Herbst 1953 musste die schadhafte Rückwand neu isoliert werden, die danach notwendigen Sanierungen des Innenraumes dauerten bis 1955. Alle Altäre, die Kanzel, die Sakristeitür, der Osterkerzenleuchter und die Kommunionbank wurden von der Firma Gessner und Dick aus Wassenbach restauriert. Sie baute gleichzeitig eine neue Patrinatsbank. Der Kredenztisch im Stile des Barock findet heute als Auslegestand für Schriften Verwendung. Die Schreiner Lehmann und Müller bauten 1955 25 neue Bänke aus Eiche, deren Kopfteile den alten Bänken ähnelten. Die Kirche besaß nun 194 Sitzplätze für die Erwachsenen, 40 für die Kinder und etwa 100 Stehplätze. Der Architekt Krah aus Herschbach  fertigte 1961 die Pläne für eine Sakristeierweiterung auf die doppelte Größe an, diese Maßnahme galt nach Ausführung als gelungene Maßnahme. Wegen auftretender Schäden durch Salpeter wurden die Umfassungsmauern 1967 isoliert und an den Wandflächen wurde ein isolierender Putz aufgebracht. Im selben Jahr verlegte die Firma Engelbert Müller aus Villmar Marmorplatten in der Farbe Verona-Rot in den Gängen und auf den Treppen. Da die Farbfassung  der Barockausstattung 1978 schadhaft wurde, musste sie erneuert werden. Weitere Renovierungen erfolgten 1980 und 1982.:25–42

### Romanischer Turm
Vom romanischen Turm ist auf dem Dachboden am Turmanschluss noch der Giebelansatz der alten Kirche sichtbar. Der Westturm ist aus Bruchstein gemauert, im unteren Bereich ist das Mauerwerk mehrere Meter dick. In das rechteckige Erdgeschoss wurde ein rundbogiges Tonnengewölbe eingezogen. Der Turm ist bis zur Höhe des früheren Obergeschosses, nur durch einige Lichtspalten gegliedert. Die Schalllöcher im Obergeschoss sind gekuppelt und durch mittlere Säulen geteilt. in gotischer Zeit wurde der Turm um ein Stockwerk erhöht, das durch Spitzbogenfenster gegliedert ist. Der hohe Spitzhelm ist achteckig.

### Altäre
Bei einer Visitation der zweiten Kirche im Jahr 1657 wurden vier Altäre ohne Dotation genannt, alle waren als Folge des Dreißigjährigen Krieges entweiht. 1664 waren der Hochaltar, der Maria geweiht war, der Katharinenaltar und der Kreuzaltar bekannt, alle drei ohne Dotation und Fundation.  1768 gab es zwei geweihte Altäre, der dritte war mit einem geweihten Stein ausgestattet. Nach dem Zweiten Weltkrieg wurden die Altäre, die 1845 einen Anstrich mit brauner Farbe erhielten, restauriert. Die vom Holzwurm zerfressenen Teile wurden erneuert, alte Farbfassungen erneuert. Der Hochaltar konnte 1953 wieder aufgebaut werden. Die Restaurierung der beiden Seitenaltäre erfolgte 1954.:60–64

### Glocken
| Nr. | Name      | Gussjahr | Gießer, Gussort                     | Durchmesser (mm, ca.) | Maße (kg, ca.) | Schlagton     | Bemerkung |
| --- | --------- | -------- | ----------------------------------- | --------------------- | -------------- | ------------- | --- |
| 1   | Maria     | 1428     | Johann und Klaus Brubach            | nicht bekannt         | nicht bekannt  | nicht bekannt | Die Übersetzung der lateinischen Inschrift lautet: Im Jahre des Herrn 1428 Gefäß aus Erz geflossen haben mich Johann und Klaus Brubach gegossen für Gottes Lob und Preis drum ich Maria heiß                                                                  |
| 2   | Johannes  | 1573     | Peter von Trier                     | 90 cm                 | 450 kg         | nicht bekannt | Die lateinische Inschrift lautet übersetzt: Johannes heiße ich, zur Ehre Gottes läute ich, die Lebendigen rufe ich, die Toten beklage ich, Peter von Trier goß mich im Jahre des Herrn 1573. Melchior Kupper von Köln Pastor zu Helferskirchen und Hartenfels |
| 3   | Unbekannt | 1749     | Karl Gottlieb Hanke                 | unbekannt             | ca. 260 kg     | nicht bekannt | Die Übersetzung der lateinischen Inschrift lautet Aus einer beschädigten Glocke zu Ehren der hl. Schutzengel und der hl. Joachim, Anna und Joseph 1749 neu gegossen.                                                                                          |
| 4   | Unbekannt | 1804     | Philipp und Wilhelm Rincker in Leun | unbekannt             | ca. 150 kg     | nicht bekannt | Diese Glocke wurde früher als Schulglocke benutzt. Die übersetzte lateinische Umschrift lautet: Unter dem Herrn Pastor Caspar Hannapel bin ich umgegossen worden zum Dienst der Pfarrei Helferskirchen durch die Gebrüder Rincker zu Leun 1804                |

### Orgel
Eine erste Orgel gab es schon vor 1700, über das Instrument sind keine näheren Informationen überliefert. 1696 ist ein Lehrer als Organist urkundlich erwähnt. Der Orgelbauer Schöler aus Bad Ems baute 1785 eine einmanualige Orgel mit 11 Registern und Pedal. Das Hauptwerk umfasste 4½ Oktaven, das Pedal 1½. Der Orgelprospekt war im Stil des volkstümlichen Rokoko mit leichtem klassizistischem Einfluss gehalten. Schöler nahm das Instrument 1816 auseinander, säuberte und stimmte es. Die Fassung wurde 1821 erneuert, dabei herrschte als Grundfarbe Marone vor, die anderen Teile wurden silbergrau. Einige Teile bekamen eine Vergoldung, 16 Pfeifen aus Holz wurden versilbert. Einige weitere Renovierungen und Erweiterungen wurden in den folgenden Jahrzehnten vorgenommen. Eine Generalrestaurierung stand zum Ende der 1970er Jahre an. Die Finanzierung war problematisch, deshalb schaffte die Gemeinde für eine Übergangszeit eine elektronische Orgel an. Die Orgelbaufirma Fischer + Krämer aus Endingen nahm die grundlegende Instandsetzung Anfang der 1980er Jahre vor.:66–72

## Politik

### Bürgermeister
Anette Marciniak-Mielke wurde 2014 Ortsbürgermeisterin von Helferskirchen. Bei der Direktwahl am 26. Mai 2019 wurde sie für weitere fünf Jahre in ihrem Amt bestätigt. Sie wurde im Juni 2024 wiedergewählt.
Marciniak-Mielkes Vorgänger war Klaus Hardy.

### Wappen
Die Wappenbeschreibung lautet: Der Schild hat die Form eines spätgotischen Rundschildes mit waagerechtem Oberrand und daran rechtwinklig anschließendem Seitenrand. Seine Grundfarbe ist Silber. Darauf erfolgt links in roter Farbe die Darstellung des Trierer Kreuzes, rechts auch teilweise die linke Seite überdeckend in schwarzer Farbe die stilisierte Seitenansicht der Kirche nach der Erweiterung aus dem Jahre 1769, wie sie sich heute noch zeigt. Anlage und Turm, der aus dem Anfang des 13. Jahrhunderts erhalten blieb, charakterisieren das Gotteshaus als alte Wehrkirche in der Ortsmitte.

## Verkehr
- Östlich des Ortes verläuft die B 255 die Montabaur und Rennerod verbindet sowie die B 8.
- Die nächste Autobahnanschlussstelle ist Ransbach-Baumbach an der A 3 Köln–Frankfurt am Main, etwa fünf Kilometer entfernt.
- Der nächstgelegene ICE-Halt ist der Bahnhof Montabaur an der Schnellfahrstrecke Köln–Rhein/Main.

## Siehe auch

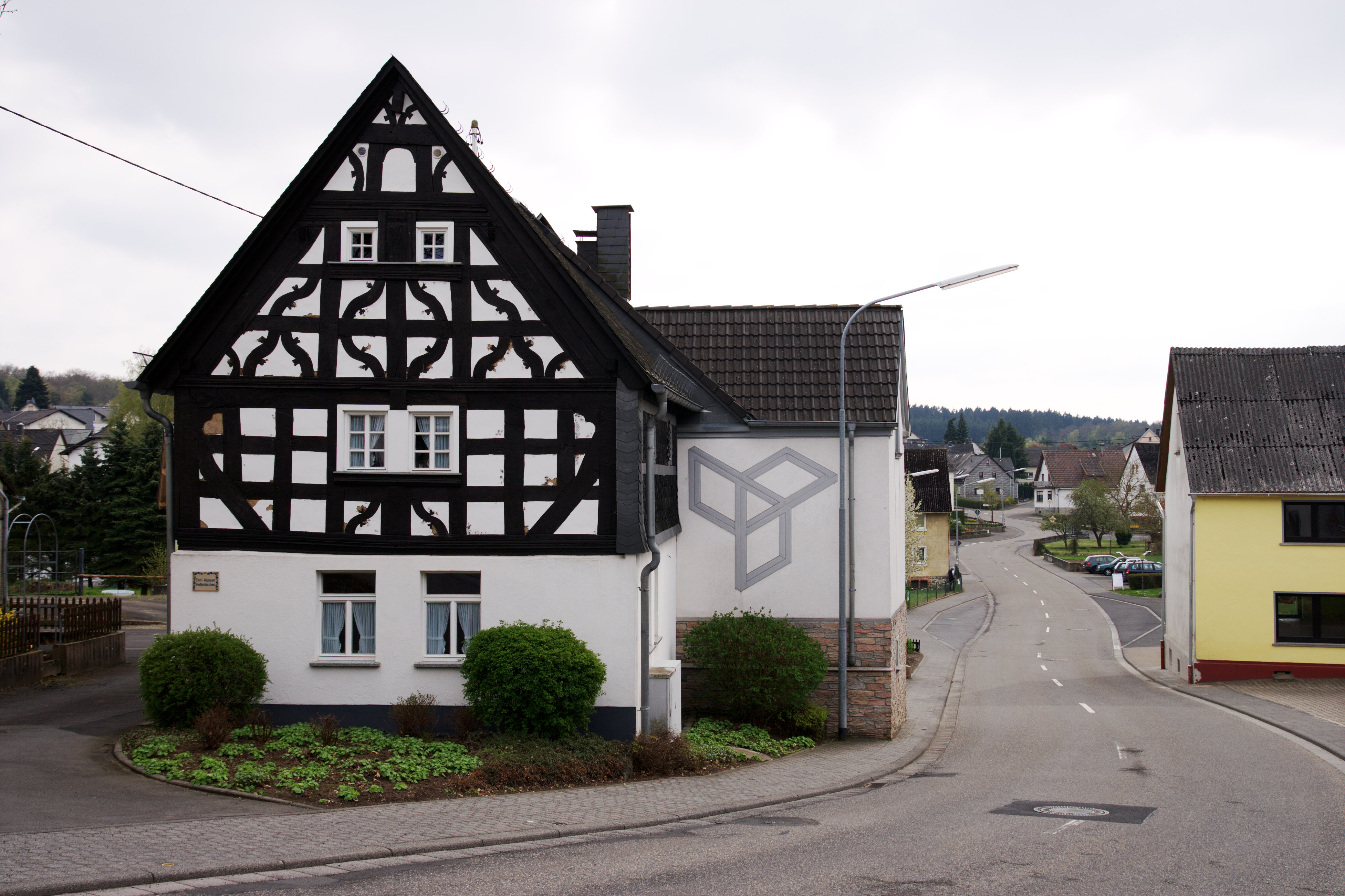
Die Hauptstraße mit Dorfmuseum